# Кандилли
Кандилли, (Ускюдар) — живописная местность в районе Ускюдар в Стамбуле (Турция).
Она расположена на азиатском берегу Босфора напротив европейских районов Арнавуткёй и Бебек, между первым и вторым мостами через пролив. В этой местности расположено несколько лесных массивов Стамбула. Также здесь находится Анатолийская средняя школа для девочек Кандилли (Kandilli Anadolu Kız Lisesi), которая была одной из первых средних школ для девочек в Османской империи. Расположенная в этом районе одноимённая обсерватория Кандилли относится к Босфорскому университету и в основном посвящена исследованию землетрясений. Музей землетрясений в Кандилли расположен на территории университетского кампуса.
Также здесь расположена историческая мечеть Ваникёй на набережной Ваникёй, возведённая в честь Вани Мехмета Эфенди, курдского паши из Вана, была построена в 1670 году в османский период. Мечеть сильно пострадала от пожара 15 ноября 2020 г., вызванного коротким замыканием.